# Cycas panzhihuaensis
Cycas panzhihuaensis je rostlina z čeledi cykasovitých (Cycadaceae) ve třídě cykasy (Cycadopsida). Jedná se o nejrozšířenější cykas pevninské Číny.

## Rozšíření
Cycas panzhihuaensis roste na skalách v prefektuře Panzihua v čínském Jižním Sičuanu a provincii Yunnan v místech s tvrdými zimními mrazy. Vedle druhu Cycas taitungensis (cykas taiwanský) je pravděpodobně cykasem nejodolnějším vůči mrazu, dle některých informací jsou starší rostliny schopny odolat i poklesu teplot na −16 °C.

## Popis
Jedná se o středně velkou rostlinu, která dorůstá výšky až 3 m, s listy 1,2 m dlouhými.

## Cycas panzhihuaensisv Česku
Cycas panzhihuaensis je rostlinou zastoupenou v ČR pouze v soukromých sbírkách, botanické zahrady jej nevlastní, a to i přes jeho občasnou dostupnost v komerčních evropských sklenících.